# SunAmerica Center

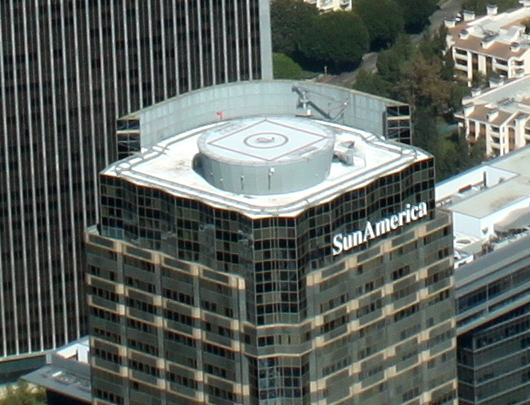
L'eliporto del grattacielo

SunAmerica Center è un grattacielo di Los Angeles, in California. È stato completato nel 1990 ed ha 39 piani. L'edificio, progettato dall'architetto Johnson Fain, è il diciottesimo grattacielo più alto della città.